# Fédération d'action nationale et européenne
La Fédération d'action nationale et européenne (FANE) est un groupe d'extrême droite français. Fondé le 8 avril 1966 et dissous définitivement en 1987, le groupe était dirigé par Mark Fredriksen.

## Historique

### Création
Le 21 mars 1964, des membres dissidents du mouvement Occident, désireux de maintenir la cohésion d'anciens partisans de l'Algérie française, créent Action Occident. Les fondateurs veulent donner à leur mouvement un objectif politique européen, et non plus purement national. Marc Fredriksen, employé de banque converti à l'activisme Algérie française après son service militaire effectué dans les paras et issu des mouvements monarchistes, prend la tête du nouveau mouvement.
Le 8 avril 1966, la « Fédération d'action nationale et européenne (FANE) pour une  Europe populaire, unitaire et blanche » est fondée, fusionnant trois groupes : Action-Occident ; les Cercles Charlemagne, dont les membres sont aussi majoritairement issus d'Occident, en rupture avec lui à la suite de la mise à l'écart de Pierre Sidos ; le Comité de soutien à l'Europe réelle (CSER) — section française du Mouvement social belge de l'ancien rexiste et Waffen-SS Jean-Robert Debbaudt (adhérent du Nouvel ordre européen du Suisse Gaston-Armand Amaudruz) —, animé par Hubert Kohler, dit Roland Dursanne, Didier Renaud et Arsène Crespin. Fredriksen est élu président, et Didier Renaud, trésorier,,.
La FANE ne se considère pas comme un nouveau parti, ni comme un mouvement monolithique, mais comme une fédération de tendances, un mouvement fédérateur pré-révolutionnaire, dont l'objectif sera de jeter les bases de l'avant-garde d'un futur parti, dans laquelle elle se dissoudrait. Les trois flèches, utilisées dans la symbologie de la FANE, représentent les trois groupes fondateurs.

### Orientations

#### Antisionisme et tiers-mondisme
Une des caractéristiques de la FANE est, dès sa fondation, son soutien inconditionnel à la cause palestinienne. Sa virulence envers l'État d'Israël est telle que, lors de la guerre des Six Jours, elle sera poursuivie en justice pour « apologie de l'antisémitisme ». En 1967, le service d'ordre de la FANE assure la sécurité des réunions publiques des « Comités Palestine », qui réunissent pourtant essentiellement des militants d'extrême gauche, des étudiants arabes et des travailleurs immigrés. Le local parisien de la FANE abrite aussi le siège du Rassemblement pour la libération de la Palestine, fondé par François Duprat.
Le caractère non monolithique de la FANE implique que de nombreuses tendances divergentes cohabitent au sein de cette fédération. Ainsi, une partie du mouvement, notamment Michel Faci et Henry-Robert Petit, soutiennent les régimes autoritaires anti-communistes latino-américains, comme celui de Pinochet au Chili, ou celui de Somoza (1925-1980) qui dirige le Nicaragua jusqu'à sa chute en 1979 face au Front sandiniste de Libération nationale (FSLN). En revanche, une majorité des responsables de la FANE préfèrent l'option révolutionnaire, comme le soutien à la révolution islamique de Khomeyni, et rejette les « États réactionnaires », considérés comme des pions de l'impérialisme « américano-sioniste ».

#### Soutien au révisionnisme historique
Une autre caractéristique de la FANE est son soutien assumé à la diffusion du révisionnisme historique.

#### Du nationalisme révolutionnaire au national-socialisme
Jusqu'en 1978, la FANE se réclame plus volontiers du nationalisme révolutionnaire que du national-socialisme. Jusqu'à cette période, on voit la FANE mettre en avant bien plus volontiers Juan Peron et Michel Aflak, (le fondateur du Baas) qu'Adolf Hitler ou Benito Mussolini. À partir de 1978, la FANE se revendique ouvertement hitlériste, suscitant l'effarement du reste de l'extrême droite française y compris le journal Militant. Elle bénéficie alors du soutien d'Olier Mordrel et de Henry-Robert Petit, et se lie au National Front. Par la suite, sous influence du mouvement White power américain, elle se rapproche du NSDAP-AO de Gary Lauck et crée une branche française des Hammerskins, important en France le national socialist black metal. 
Face aux dérives du groupe, le Mouvement nationaliste révolutionnaire interdit à la FANE de se revendiquer nationaliste révolutionnaire et exclut les néonazis de ses rangs. Le conflit grandissant, qui passera par des affrontements physiques et même des sabotages, avec le Mouvement nationaliste révolutionnaire (MNR) de Malliarakis joue un rôle certain dans l'abandon du terme « national-révolutionnaire » par la FANE. Sa revue, Notre Europe, ne s'intitule désormais plus « mensuel national-révolutionnaire», mais « revue de la FANE », comme si le terme précédent était abandonné au MNR. Il n'en demeure pas moins que certaines pratiques de la FANE, comme le port d'uniformes, le salut romain, la célébration de l'anniversaire d'Adolf Hitler, certains slogans comme celui de « Ouvrier fasciste, rejoins nos rangs! » sont bien l'apanage de la FANE, et restent totalement étrangères au MNR.
La FANE entretient dès lors des rapports très tendus avec les autres organisations nationalistes, qui se traduit par des affrontements avec le Groupe d'action solidariste et Jeune garde solidariste ainsi que le saccage de la Librairie française de Jean-Gilles Malliarakis (auquel les NR répondront par un plastiquage).
La déliquescence de la FANE pousse un certain nombre de ses militants à rejoindre Troisième voie, qui les accepte avec méfiance pendant quelques mois avant de finalement interdire l'adhésion « d’éléments provocateurs néo-nazis et/ou skins ».

#### Métapolitique

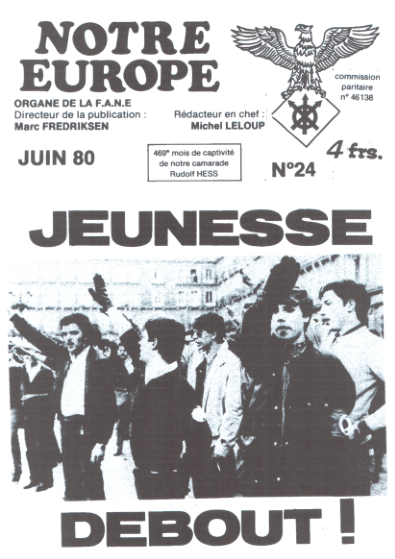
« 469e mois de captivité de notre camarade Rudolf Hess » dans Notre Europe, organe de propagande de la FANE, n°24, juin 1980.

Peu intéressé par les joutes électorales, à l'exception de la candidature de Fredriksen sous l'étiquette Front national en 1977, la FANE semble préférer le terrain métapolitique. Marc Fredriksen et François de Vandamme se diront très intéressés par les travaux du Groupement de recherche et d'études pour la civilisation européenne (GRECE). Le GRECE est qualifié, par les dirigeants de la FANE, de « bouffée d'oxygène idéologique », malgré certaines divergences et « l'évitement de certains sujets ». Mais ils lui reprochent surtout son « sectarisme » vis-à-vis des mouvements d'extrême droite et son entrisme à l'endroit de la droite du système. Michel Faci, autre dirigeant de la FANE, se montre beaucoup plus tranché face au GRECE. Pour lui, « le succès de demain dépend de la réhabilitation des hommes d'hier », c'est-à-dire, dans son esprit, des nationaux-socialistes. Dans cet esprit, la FANE lancera une campagne pour la libération de Rudolf Hess.
Dans les faits, le GRECE ignorera totalement la FANE, qui mènera ses propres activités culturelles et métapolitiques.

### Activités

#### Tentative électorale
En 1976, François Duprat rallie la FANE à ses Groupes nationalistes révolutionnaires (GNR), faisant fusionner Notre Europe — organe de la FANE — avec les Cahiers européens, et la fait entrer au sein du Front national. Cette fusion permet à Duprat de faire présenter Mark Fredriksen sous l'étiquette du Front National aux élections municipales de 1977 en Seine-Saint-Denis. Il obtiendra 1,4 % des voix. Il s'agira de l'unique expérience électorale de la FANE.

#### Un activisme culturel
La FANE va développer nombre d'activités culturelles ou métapolitiques. La FANE organise de nombreux camps et des célébrations de solstice, où l'on chante des morceaux tels que le Chant des Cohortes de la Milice ou bien Le Chant du diable de la SS.
Elle dirige le Syndicat national de la presse indépendante et publie un bulletin à vocation culturelle, Le Lien du Lynx Club. Le Lynx Club organise par exemple des expositions de peintures, comme en avril 1980 au Musée social de Paris.
La FANE publie la revue Notre Europe, dans laquelle elle exalte une Europe « socialiste et blanche » ainsi que le « fascisme immense et rouge » et proclame la « lutte à mort contre l'hydre judéo-matérialiste » entre autres thèmes. 
On peut encore noter la publication d'un pastiche du quotidien Le Monde, intitulé L'Immonde,.
Michel Caignet, membre de la FANE, édite quant à lui le magazine Gaie France qui mobilise les thèses d'Alexis Carrel en faveur de l'homosexualité et affiche une esthétique pédophile. 

### Organisation
La FANE ne s'est jamais considérée comme un parti, mais comme un mouvement fédérateur pré-révolutionnaire, qui avait pour destinée de créer l'avant-garde d'un futur grand parti national-socialiste.
La FANE est dirigée par un comité directeur de six membres. Fredriksen, dans les faits, cumule les fonctions de secrétaire national et de président, et sa direction n'est jamais contestée. En revanche les sections locales semblent disposer d'une grande autonomie. Chaque section est dirigée par un chef de section, ou premier secrétaire. Chaque section publie son bulletin et choisit ses modes d'activités.
Suivant les fichiers tombés aux mains de la police en 1980, le groupe semble avoir eu 60 militants en région parisienne, 200 militants en province et près de 500 sympathisants.

### Dissolution
La FANE est dissoute par décret du Conseil des ministres du 3 septembre 1980. La dissolution est confirmée le 23 janvier 1985 (après l'annulation, le 31 octobre 1984, du précédent décret par le Conseil d'État pour vice de forme - non-motivation du décret), et une troisième fois le 16 septembre 1987 (après l'annulation du deuxième décret pour un nouveau vice de forme), au motif de « manifestations violentes organisées par ce mouvement dont l’un des buts exprimés est l’installation d’un nouveau régime nazi, l’organisation paramilitaire de cette association et ses incitations à la discrimination raciale ».
À la suite de l'attentat de la rue Copernic, commis le 3 octobre 1980, la FANE, pourtant déjà dissoute, est désignée comme coupable par la presse. L'enquête établira plus tard que les véritables coupables sont venus du Moyen-Orient. Mais, sans attendre l'enquête, des groupes de militants sionistes décident de passer à l'action directe. Mark Fredriksen est passé à tabac et s'en sort avec un traumatisme crânien et les poignets fracturés. Michel Caignet, cadre de la FANE, a le visage vitriolé. Un commando débarque chez Jean-Yves Pellay, le responsable du service d’ordre de la FANE. Menotté, il subit des injections d’un mélange mi-huile, mi-œstrogènes (Jean-Yves Pellay avouera être un militant sioniste infiltré). Des organisations et des personnes sans lien avec la FANE sont par ailleurs aussi pris pour cible : ainsi des coups de feu sont tirés sur le local de l’Œuvre Française. Un autre commando projette de l'acide sur le visage d'un retraité, nommé Charles Bousquet, dont le seul tort est d'être lointainement homonyme de l'ancien combattant de la Division Charlemagne Pierre Bousquet.

### Les Faisceaux nationalistes européens (FNE)
En juillet 1980, avant la dissolution de la FANE, Mark Fredriksen avait créé les Faisceaux nationalistes européens (FNE) et un Centre de culture européenne. C'est sous le nom des FNE que l'organisation, en gardant d'ailleurs le même sigle, va perdurer et continuer à publier son bulletin, devenu Notre Europe combattante.
Les FNE fusionnent ensuite avec le Mouvement national et social ethniste en 1987, puis avec le Parti nationaliste français et européen (PNFE) en janvier 1994. En 1981, quatre militants et sympathisants sont jugés à Nice, accusés d'avoir envoyé des menaces de mort à des personnalités israélites des Alpes-Maritimes.
Dès la mort de François Duprat, qui marque le retour en force des solidaristes au sein du Front national, la FANE aura de mauvais rapports, allant parfois à l'affrontement physique, avec les nationaux-révolutionnaires, les solidaristes (GAJ, JNS, etc) et le PFN. Les membres de la FANE saccageront même la Librairie française, proche du Mouvement nationaliste révolutionnaire.

## Membres notables

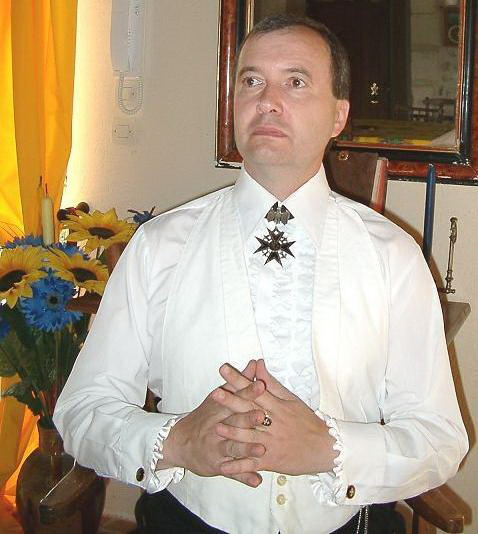
Michel Faci.

Parmi les personnes ayant fait partie de la FANE, on peut citer :
- Mark Fredriksen, fondateur et président de la FANE (1936-2011), employé de banque, ancien activiste de l'Algérie française, ancien membre des commandos parachutistes[19];
- Henri-Robert Petit, président d'honneur de la FANE, ancien chef de cabinet de Darquier de Pellepoix sous le gouvernement de Vichy[5] ;
- Christian Bonniol, accusé d'avoir hébergé un néo-nazi en cavale (Axel Kühl) alors condamné pour désertion et vol[20] ;
- Jean-Yves Pellay, militant infiltré de confession juive, ancien légionnaire, puis mercenaire au Liban en 1982. Il est mort dans les rangs de l’armée croate dans laquelle il était volontaire, élevé au grade de colonel[21] ;
- Michel Caignet, traducteur ;
- Pascal Coletta, membre ayant participé à une tentative de braquage à Munich, le 20 octobre 1981, avec des néo-nazis allemands[22] ;
- Jean-Pierre Dutrieux, candidat FN lors des élections législatives de 1981 dans le Pas-de-Calais[23] ;
- Michel Faci, ancien membre des GNRB de Duprat[5], par la suite membre du PNFE[24],[25],[26],[27],[28] et proche de Jean Lassalle lors de la campagne présidentielle de 2017[29] ;
- Georges-Alain Gateau[30], candidat FN aux municipales de 1977 à Paris et aux législatives de 1978 dans les Hauts-de-Seine[23] ;
- Luc Michel (1958-2025), ancien dirigeant du Parti communautaire national-européen ;
- Philippe Pontigny[31] ;
- Frédéric Vicher et Philippe Cabassud, qui seront tous les deux interpellés dans le cadre de l'enquête sur l'attentat de la rue Copernic[32];
- Minh Tran Long, dit Minh Arnaud, ancien légionnaire, plus tard membre de l'entourage de campagne de Marine Le Pen et cofondateur en 2014 de La Patrouille de l'événement, société domiciliée à Paris (à la même adresse que Jeanne et l'agence de communication Riwal de Frédéric Chatillon)[33],[34] avec une succursale à Fréjus où elle organise des événements pour la municipalité FN de David Rachline[35] ;
- Yann Tran Long, frère aîné du précédent[36],[37],[38],[39],[40], directeur de Loftus Overseas Management, domiciliée à Hong Kong. Il a aussi milité au FN dans sa jeunesse. Yann et Minh sont les fils de l'artiste-peintre Marinette Védry[41], elle-même proche de l'essayiste Alain Soral[42].
- François de Vandamme, membre du bureau politique de la FANE[43].
- Paul Durand, membre. Intègre la police en 1977 mais en est exclu début 1980, à la suite d'une dénonciation[2].